# 西达尔特·高拉沃
西达尔特·高拉沃（英語：Siddarth Gowrav），印度外交官，现任印度驻符拉迪沃斯托克总领事。

## 經歷
西达尔特·高拉沃畢業於安拉阿巴德印度資訊科技學院電子及通訊工程專業，並在印度管理研究所加爾各答分校獲得管理學研究生文憑。
他於2021年加入印度外事服務部。他曾在印度駐俄羅斯大使館的新聞與信息部門以及行政部門工作。在新德里的印度外交部總部，他曾在上海合作組織司擔任副處長。他的必修外語是俄語。
2024年2月5日，西达尔特·高拉沃出任印度駐俄羅斯符拉迪沃斯托克的第十四任總領事。印度計劃通過俄羅斯遠東進一步加大進口俄羅斯煤炭，西达尔特·高拉沃於4月訪問了即將啓用的符拉迪沃斯托克苏霍多尔煤炭碼頭，並在社交媒體上稱：「港口的整體運作、技術能力及其最新發展和進一步擴展計劃一併進行了介紹，並討論了印度與俄羅斯海事合作的機遇。」

## 個人生活
西达尔特·高拉沃會說英語、泰盧固語、印地語和俄語。他的興趣包括長跑和游泳。已婚，妻子爲什里尤克塔·亞達夫（Shriyukta Yadav）。